# Toone
Toone – miasto w Stanach Zjednoczonych, w stanie Tennessee, w hrabstwie Hardeman.